# Ду ла Раме
Ду ла Раме (фр. Douy-la-Ramée) је насељено место у Француској у региону Париски регион, у департману Сена и Марна.
По подацима из 2011. године у општини је живело 301 становника, а густина насељености је износила 37,77 становника/km².

## Демографија
| 1962. | 1968. | 1975. | 1982. | 1990. | 2011. |
| ----- | ----- | ----- | ----- | ----- | ----- |
| 207   | 136   | 164   | 182   | 210   | 301   |